# Giuseppe Incorpora

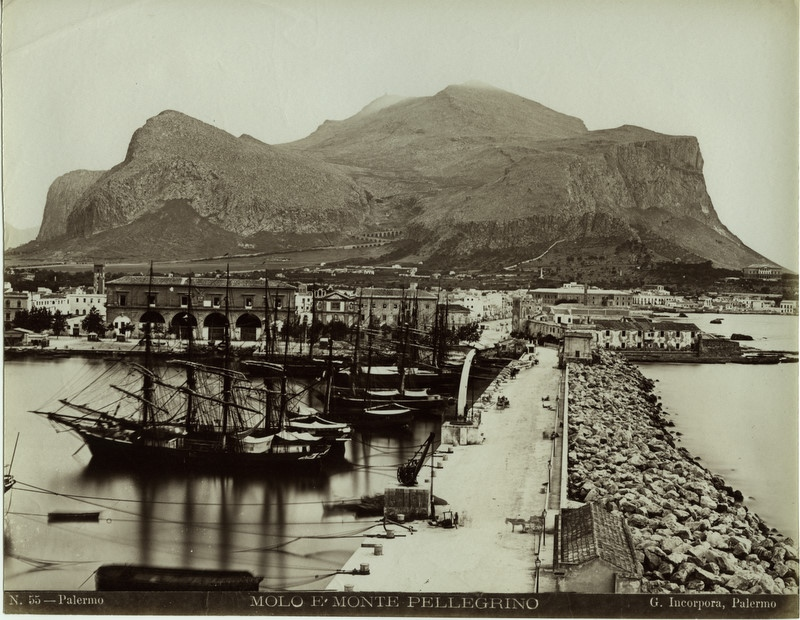
Monte Pellegrino, historische Aufnahme von Giuseppe Incorpora

Giuseppe Incorpora (* 18. September 1834 in Palermo; † 14. August 1914 ebenda) war ein italienischer Fotograf des 19. Jahrhunderts, der auf Sizilien wirkte.